# Tariq Ramadan
Tariq Said Ramadan (Ginebra, 26 de agosto de 1962) es un intelectual suizo romand de origen egipcio musulmán. Su madre, Wafa al-Banna, es la hija primogénita de Hassan al-Banna, fundador de los Hermanos Musulmanes en Egipto. Su padre, Said Ramadan, discípulo de al-Banna, escapó de Egipto debido a la prohibición de esta organización y se estableció en Suiza. 

## Biografía
Con dieciséis años Ramadan vuelve a Egipto, donde queda marcado por la realidad de la época de finales de los años setenta. Ya entonces había empezado a militar en organizaciones como ATD Quart-Monde, Médicos sin Fronteras o Tierra de Hombres, y cooperó con comunidades de base en América Latina, África e India, lo que le permitió conocer a figuras como Hélder Câmara, el abate Pierre, la madre Teresa de Calcuta, Jean Ziegler y René Dumont. 
Estudió filosofía y literatura francesa, encaminando su carrera profesional hacia la enseñanza en un instituto. La muerte por sobredosis de uno de sus alumnos le afectó profundamente y le condujo a una profunda reflexión sobre su vida: «[...]durante esos años, yo vivía una convicción religiosa que no mostraba por razones profesionales. A finales de los ochenta me di cuenta de que mientras proponía a los jóvenes reconocer las otras culturas y respetarlas, al mismo tiempo estaba negando la mía propia[...] Tenía esa impresión incómoda de que para ser reconocido por mis compañeros, debía justificarme y, en definitiva, amputar todo aquello que formara parte de mi convicción» A pesar de mantener su carrera docente y su militancia en movimientos solidarios, este hecho le llevó a reencontrarse con su tradición islámica. La polémica del affaire Salman Rushdie y en torno al velo en los institutos franceses fue el detonante para que iniciase estudios de árabe e Islam en la Universidad al-Azhar en El Cairo, Egipto. 
Enseña filosofía en el instituto Collège de Saussure en Ginebra. Obtuvo su doctorado filosofía y literatura francesa con la tesis que lleva el título de Nietzsche, historien de la philosophie en la Universidad de Ginebra. En 1997 obtiene el grado de doctor con una tesis sobre la corriente reformista musulmana. Ese mismo año se publica To be a European Muslim ("El islam minoritario: como ser musulmán en la Europa laica" Bellaterra. 2002), su obra más destacada. 
Es, desde octubre de 2005, profesor visitante en el St Antony's College de la Universidad de Oxford.
Desde julio de 2005 ha sido nombrado por el Gobierno Británico consejero en asuntos relativos al extremismo islámico.
Tariq Ramadan está casado y tiene 4 hijos. Su esposa, Isabelle, es una mujer franco-suiza de origen católico, convertida al islam tras su matrimonio.

## Controversia y crítica
Los detractores de Tariq Ramadan entre los que se encuentran Nicolas Sarkozy, Gustavo de Arístegui o Pilar Rahola, lo acusan de ser un maestro del doble lenguaje con un discurso para el público no musulmán y otro discurso opuesto para la audiencia musulmana. Tales fueron las acusaciones expresadas en un debate televisado por Nicolas Sarkozy, entonces ministro francés del interior. El analista político Daniel Pipes le acusa de haber negado que haya "cualquier prueba concluyente" de que Bin Laden estuviera detrás del 11 de Septiembre, y de referirse públicamente a las atrocidades islamistas del 11 de septiembre, Bali y Madrid como "intervenciones", minimizándolas hasta un punto que roza la aprobación.
Las autoridades británicas en el año 2005 le prohibieron la entrada en el Reino Unido, EE. UU. ha revocado su visado y se le prohibió la entrada a Francia en 1996 bajo sospecha de tener vínculos con un islamista argelino que había iniciado hacía poco una campaña terrorista en París. En España tiene permitida la entrada, si bien el mayor grupo parlamentario de la oposición el PP ha pedido que se le prohíba. Por su parte el gobierno socialista español invitó a Tariq Ramadan a participar en debates sobre la alianza de civilizaciones. Respecto a esta invitación, Pilar Rahola escribió un artículo en La Vanguardia titulado "Contra Tariq Ramadan", donde criticaba la invitación y el doble lenguaje de Ramadán respecto a los derechos humanos y el terrorismo.

### Revocación del visado estadounidense
En febrero de 2004, aceptó un puesto de profesor de religión en el Instituto Joan B. Kroc para estudios internacionales sobre la paz de la Universidad Notre Dame en Indiana, Estados Unidos. Sin embargo, a finales de julio de 2004 su visa fue revocada por las autoridades de ese país y forzado a regresar a Suiza. Como razón para esta decisión se adujo el establecimiento de medidas de seguridad interna más estrictas que las anteriormente en vigor. 
En septiembre del 2006, una declaración del Departamento de Estado que: «Un funcionario de la oficina consular ha denegado el visado al Señor Ramadan. El funcionario consular ha concluido que el Señor Ramadan no podía ser admitido basándose en sus acciones, que consisten en proporcionar apoyo material a organizaciones terroristas.» Entre diciembre de 1998 y julio del 2002, Ramadan donó 940$ a dos organizaciones, el Comité de Beneficencia y Socorro a los Palestinos (CBSP) y la Asociación de Socorro Palestino (ASP). El Tesoro de Estados Unidos incluyó ambas dentro de la lista de organizaciones que financian el terrorismo por sus vinculación a Hamás en agosto del 2003. La embajada de Estados Unidos declaró que Ramadan «debía haber sabido» que estas proporcionaban dinero a Hamás. En un artículo del Washington Post, Ramadan preguntaba: «¿Cómo debería haber sabido yo de sus actividades antes de que el mismo gobierno de los Estados Unidos lo supiese él mismo?»

### Acusaciones de violación
Dos mujeres acusaron a Ramadan de haberlas violado en 2009 y 2012, respectivamente. A consecuencia de estas acusaciones fue detenido por la policía francesa el 31 de enero de 2018. En febrero fue acusado formalmente de dos violaciones e ingresó en prisión provisional. En marzo de 2018 una tercera mujer realizó otra denuncia por violación y abusos sexuales entre febrero de 2013 y junio de 2014.  En julio de 2019 una periodista francesa presentó una cuarta denuncia, en este caso por violación colectiva y amenaza e intimidación en 2014.
En 2023, un tribunal suizo lo absolvió por falta de pruebas de otra acusación de violación y lo indemnizó con una cantidad de 151 000 francos suizos.

## Euroislam
Tariq Ramadan ha publicado multitud de artículos, entrevistas, libros y diverso material en el que expone sus tesis favorables a la consideración del Islam como una religión europea más. Invita a todos los europeos (musulmanes o no) a romper las barreras existentes en la actualidad y a buscar el camino del respeto mutuo basado en el mutuo conocimiento.
Exhorta a los musulmanes europeos a sentirse, desde el punto de vista civil, como miembros de las sociedades democráticas, participando y respetando sus valores.
Asimismo ha efectuado un llamamiento mundial para una moratoria en la aplicación de los castigos corporales que se practican en un reducido número de países musulmanes como paso previo para su supresión, basado en que es imposible que se cumplan todas las condiciones exigidas por los textos del Islam para dicha aplicación.